# Gare de Merrey
Gare de Merrey – stacja kolejowa w Merrey, w departamencie Górna Marna, w regionie Grand Est, we Francji. Jest zarządzany przez SNCF (budynek dworca) i przez RFF (infrastruktura).
Została otwarta w 1881 przez Compagnie des chemins de fer de l’Est. Stacja jest obsługiwana przez pociągi TGV, Intercités, TER Champagne-Ardenne/TER Lorraine i TER Franche-Comté.

## Położenie
Znajduje się na linii Culmont – Chalindrey – Toul, w km 30,371, między stacjami Andilly i Breuvannes, na wysokości 365 m n.p.m.

## Linie kolejowe
- Linia Merrey – Hymont – Mattaincourt
- Linia Culmont – Chalindrey – Toul